# Balan Bakama
Balan Bakama is een gemeente (commune) in de regio Koulikoro in Mali. De gemeente telt 6900 inwoners (2009).